# تاريخ اليهود في المجر
يعود تاريخ اليهود في المجر إلى نشوء مملكة المجر، مع وجود بعض السجلات التي سبقت الفتح المجري لحوض الكاربات في عام 895 م بأكثر من 600 عام. تثبت المصادر المكتوبة أن مجتمعات يهودية عاشت في مملكة المجر القروسطية، ومن المفترض حتى أن عدة قطاعات من القبائل الهنغارية غير المتجانسة مارست الديانة اليهودية. خدم مسؤولون يهود الملك في فترة حكم أندرو الثاني في أوائل القرن الثالث عشر. منذ الجزء الثاني من القرن الثالث عشر، انخفض التسامح الديني العام وأصبحت سياسات المجر مشابهة لمعاملة السكان اليهود في أوروبا الغربية.
اندمج يهود المجر جيدًا في المجتمع الهنغاري بحلول الحرب العالمية الأولى. بحلول أوائل القرن العشرين، نما المجتمع ليشكل 5% من إجمالي سكان المجر و 23% من سكان العاصمة بودابست. أصبح اليهود بارزين في العلوم والفنون والأعمال. بحلول عام 1941، كان أكثر من 17 % من يهود بودابست متحولين (كونفرسوس) كاثوليك رومانيين.
أصبحت السياسات المعادية لليهود أكثر قمعًا في فترة ما بين الحربين العالميتين، حيث اختار قادة المجر، الذين ظلوا ملتزمين باستعادة الأراضي التي فقدوها في اتفاقية السلام (معاهدة تريانون) لعام 1920، الوقوف إلى صف حكومات ألمانيا النازية وإيطاليا الفاشية - الجهات الفاعلة الدولية الأكثر ترجيحًا للوقوف وراء مطالبات المجر. ابتداءً من عام 1938، أقرت المجر بقيادة ميكلوس هورثي سلسلة من التدابير المعادية لليهود في مضاهاة قوانين نورنبرغ الألمانية. ارتكبت قوات الأمن الخاصة الألمانية، في 27-28 أغسطس 1941، مجزرة بحق الغالبية العظمى من 18,000 يهودي، معظمهم من الأجانب، والذين اُعتِقلوا في المجر وجرى ترحيلهم (مذبحة كاميانيتس-بوديلسكي). في مذابح أويفيديك (نوفي ساد) والقرى المجاورة، قُتل 2550-2850 صربيًا و 700-1250 يهوديًا و 60-130 آخرين على أيدي الجيش الهنغاري وقوات الدرك "Csendőrség" في يناير 1942. عقب الاحتلال الألماني للمجر 19، 1944، تم تجميع اليهود من المقاطعات المجرية خارج بودابست وضواحيها وبدأت عمليات النقل الأولى إلى أوشفيتز في أوائل مايو 1944 واستمرت حتى مع اقتراب القوات السوفيتية. عانوا بشدة خلال السنوات الأخيرة من الحرب العالمية الثانية، حيث أن حوالي 420,000 إلى 600,000 لقوا حتفهم بين عامي 1941 و1945 (الأرقام تتعلق بأراضي المجر في عام 1941)، وذلك من خلال الترحيل إلى معسكرات الإبادة التي تديرها ألمانيا النازية. كان لليهودي الذي يعيش في الريف المجري في مارس 1944 فرصة أقل من 10% للبقاء على قيد الحياة خلال الـ 12 شهرًا التالية. في بودابست، كانت فرصة اليهودي للبقاء لمدة الـ 12 شهرًا نفسها 50% تقريبًا.
كان في بيانات تعداد المجر لعام 2011 10,965 شخصًا (0.11%) عرفوا أنفسهم بأنهم يهود متدينون، منهم 10,553 (96.2%) أعلنوا أنهم من أصل مجري. تقديرات السكان اليهود في المجر في عام 2010 تتراوح بين 54,000 إلى أكثر من 130,000 يتركز معظمهم في بودابست. تبلغ معدلات التزاوج بين اليهود المجريين حوالي 60%. هناك العديد من المعابد اليهودية النشطة في المجر، بما في ذلك «معبد شارع دوهاني» أكبر كنيس في أوروبا وثاني أكبر كنيس في العالم بعد معبد ايمانو-ايل في مدينة نيويورك.

## أول المراجع قبل 1095
من غير المعروف بالتأكيد متى استقر اليهود لأول مرة في المجر. وفقًا للحكايات المتداولة، سمح الملك ديسيبالوس (حكم داسيا 87-106 م) لليهود الذين ساعدوه في حربه ضد روما بالاستقرار في إقليمه. شملت داسيا جزءًا من المجر الحديثة وكذلك رومانيا ومولدوفا ومناطق أصغر في بلغاريا وأوكرانيا وصربيا. ربما أحضرت أسرى الحروب اليهودية الفيالقُ الرومانية المنتصرة المتمركزة عادة في مقاطعة بانونيا (غرب المجر، شرق النمسا). أمر ماركوس أوريليوس بنقل بعض قواته المتمردة من سوريا إلى بانونيا في عام 175 م. جُندت هذه القوات جزئيًا في أنطاكية وهيميسا (حمص الآن)، التي كان لا يزال عدد سكانها اليهود كبيرًا في ذلك الوقت. نُقلت قوات أنطاكية إلى أولسيسيا كاسترا (اليوم زينتيندري)، في حين استقرت القوات الهيمسية في إنترسيزا (دوناويفاروس). عُثر على نقوش حجرية تشير إلى اليهود في بريجيو (الآن Szőny)، وسولفا (ازترغوم)، أكوينكوم (اُبودا)، إنترسيزا (دوناويفاروس)، تريكيناي (سارفا)، سافاريا (زومباثلي)، وسوبياناي (بيتش) وأماكن أخرى في بانونيا.
يشير نقش لاتيني، وهو ضريح سبيتيما ماريا الذي تم اكتشافه في سيكلوس (جنوب المجر بالقرب من الحدود الكرواتية)، بوضوح إلى هويتها اليهودية. نُقشت لوحة إنترسيزا اللوحية باسم «كوزميوس، رئيس جمارك سبونديلا، رئيس كنيس اليهود» في عهد ألكسندر سيفيروس.
في عام 2008، اكتشف فريق من علماء الآثار تميمة من القرن الثالث الميلادي على شكل لفائف من الذهب مع كلمات الصلاة اليهودية شيما يسرائيل منقوشةً عليها في فيلتوروني (الآن هالبتورن، بورغنلاند، في النمسا).
استقرت القبائل الهنغارية الإقليم بعد 650 سنة. في اللغة الهنغارية، كلمة «يهودي» هي "zsidó"، والتي تم اعتمادها من إحدى اللغات السلافية.
أول وثيقة تاريخية تتعلق بيهود المجر هي الرسالة التي كُتبت حوالي عام 960م للملك يوسف من الخزر من قبل حسداي بن شبروط، رجل الدولة اليهودي في قرطبة، حيث يقول بأن السفراء السلافيين وعدوا بتسليم الرسالة إلى ملك سلافونيا، الذي كان سيسلمها لليهود الذين يعيشون في «بلد الهنغاريين»، الذين بدورهم سينقلونها إلى أبعد من ذلك. في الوقت نفسه تقريبًا، يقول إبراهيم بن يعقوب إن اليهود انتقلوا من المجر إلى براغ لأغراض تجارية. لا يعرف شي بما يخص اليهود خلال فترة الأمراء العظماء، إلا كونهم عاشوا في البلاد وانخرطوا في التجارة هناك.
في عام 1061، طلب الملك بيلا الأول أن تُقتح الأسواق في أيام السبت بدلاً من أيام الأحد التقليدية (اللغة المجرية حافظت على العرف السابق، الأحد = vasárnap = يوم السوق). في عهد القديس لاديسلاوس (1077-1095)، أصدر سينودس زابولتش مرسومًا (20 مايو 1092) بأنه لا ينبغي السماح لليهود بأن يكون لهم زوجات مسيحيات أو الاحتفاظ بعبيد مسيحيين. انتشر هذا المرسوم في البلدان المسيحية في أوروبا منذ القرن الخامس، وقد أدخله القديس لاديسلاوس إلى المجر فحسب.
في البداية شكل يهود المجر مستوطنات صغيرة، ولم يكن هناك حاخامات متعلمون؛ لكنهم كانوا ملتزمين بدقة بجميع القوانين والعادات اليهودية. يتعلق أحد التقاليد بقصة يهود من راتيسبون (ريغنسبورغ)، الذين وصلوا إلى المجر مع بضائع من روسيا، يوم الجمعة؛ تحطمت عجلة عربتهم بالقرب من بودا (أوفن) أو إزترجوم (غران)، وعندما قاموا بإصلاحها ودخلوا المدينة، كان اليهود يغادرون الكنيس. تعرض مخالفو السبت بشكل غير مقصود لغرامات قاسية. عكست طقوس اليهود المجريين بأمانة العادات الألمانية المعاصرة.

## معرض صور

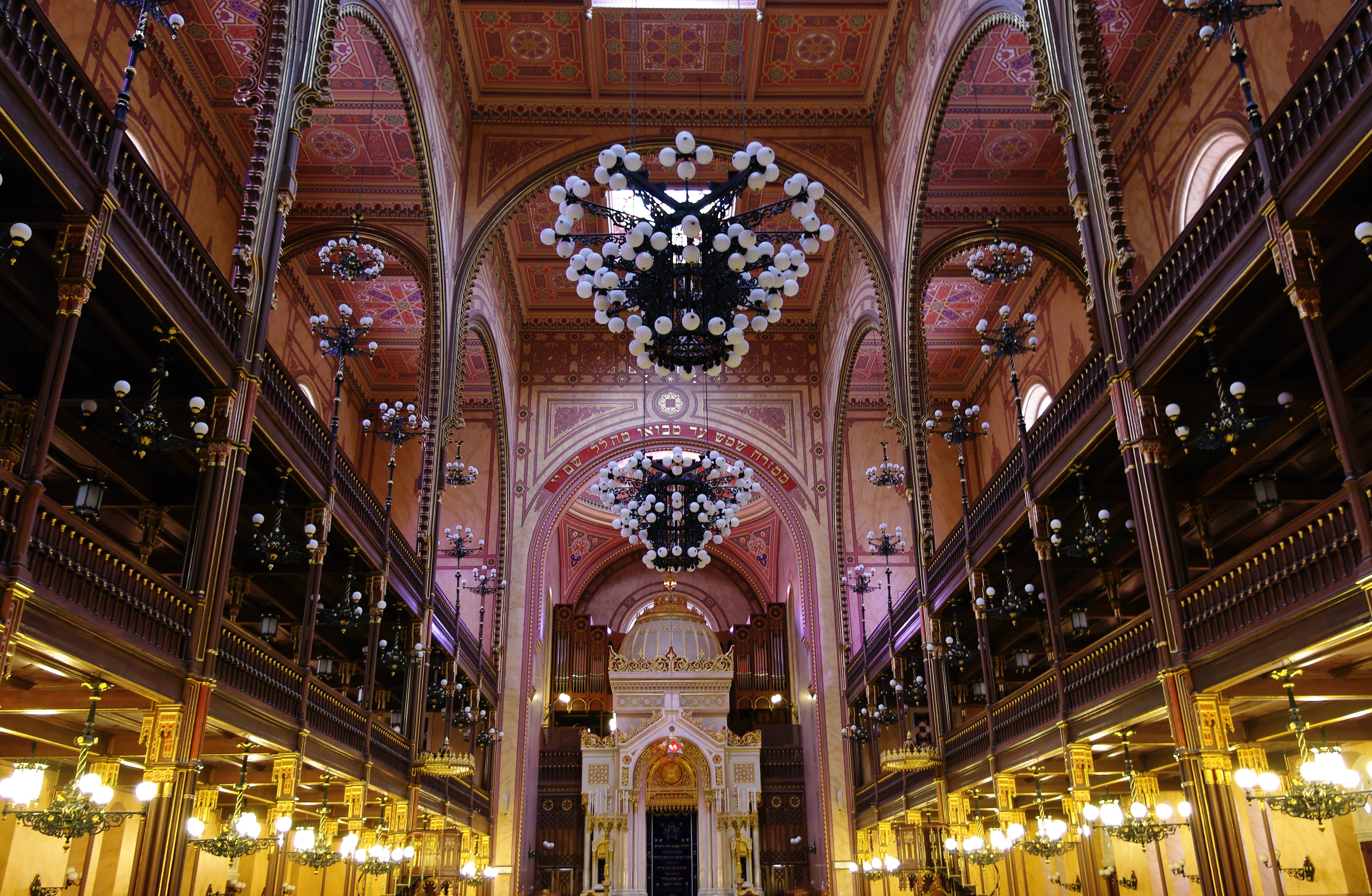
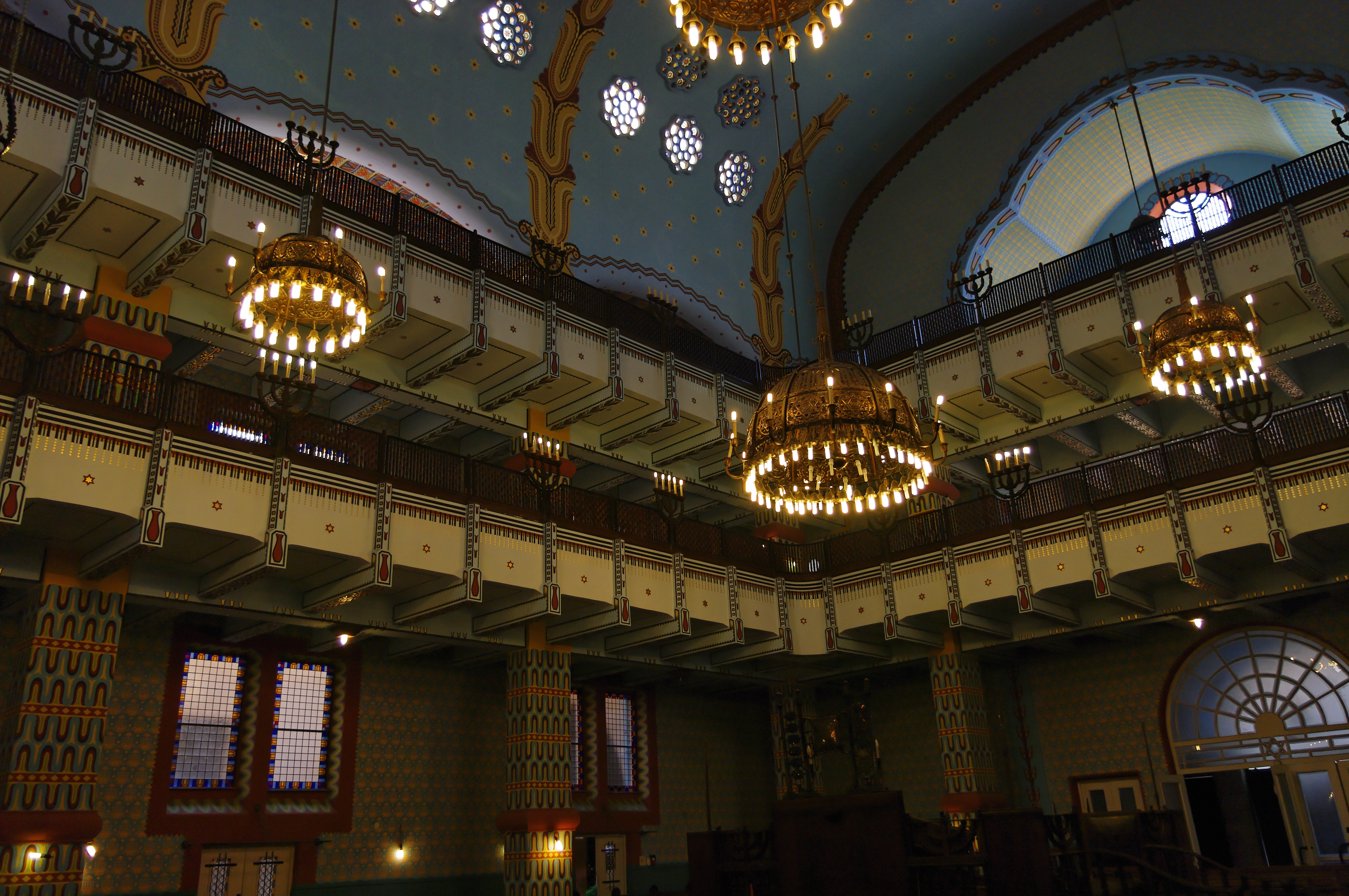
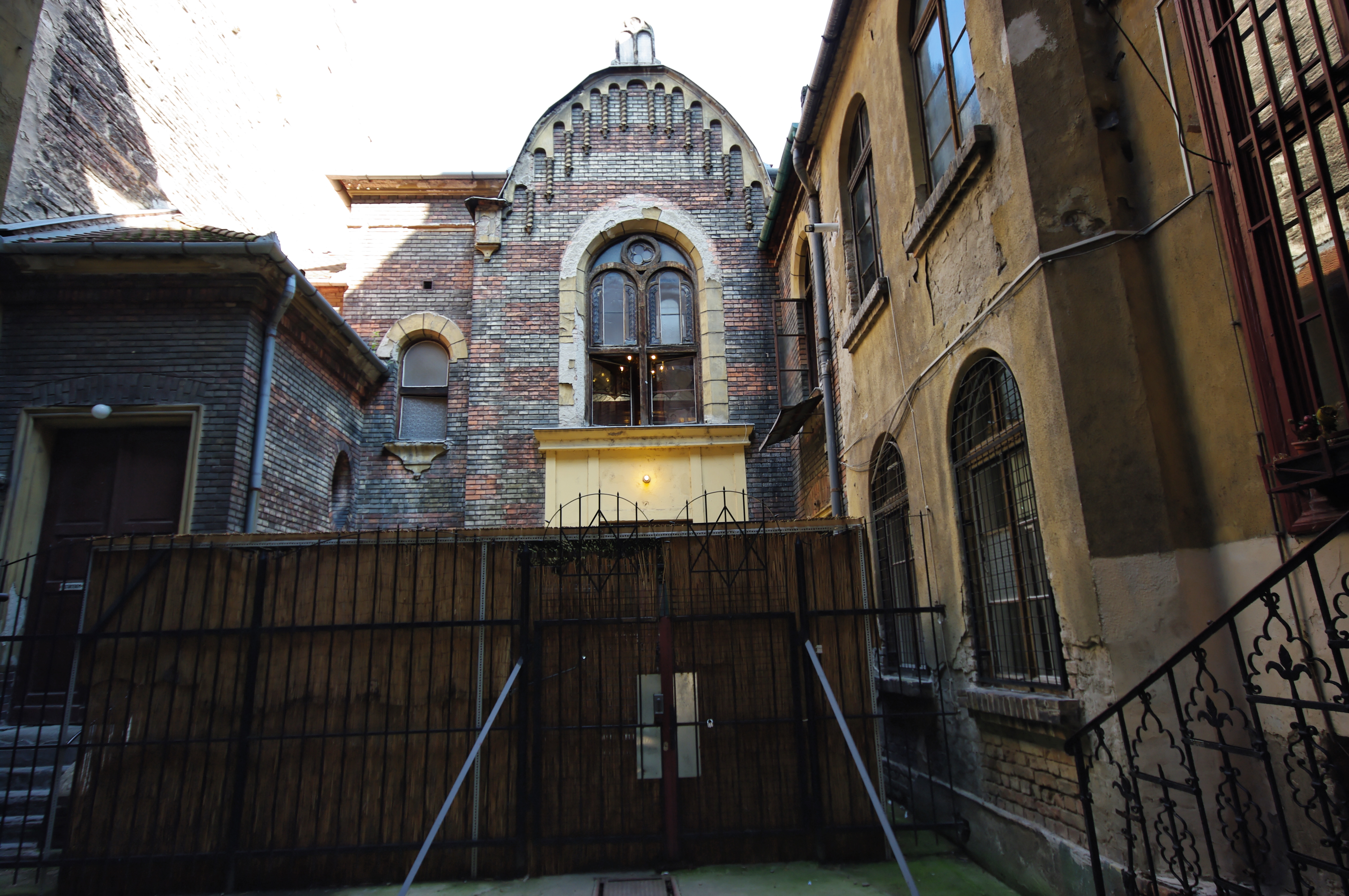
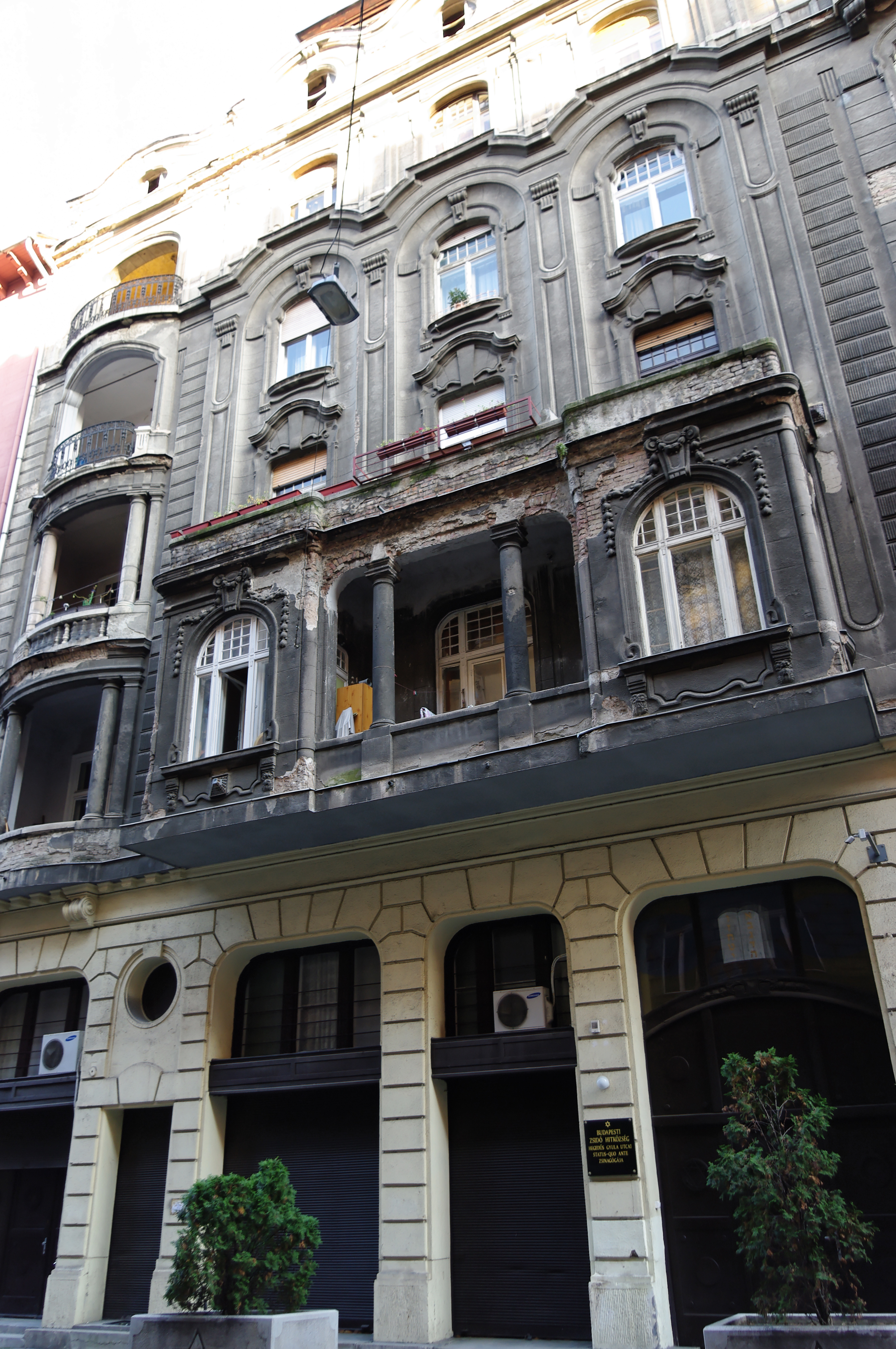
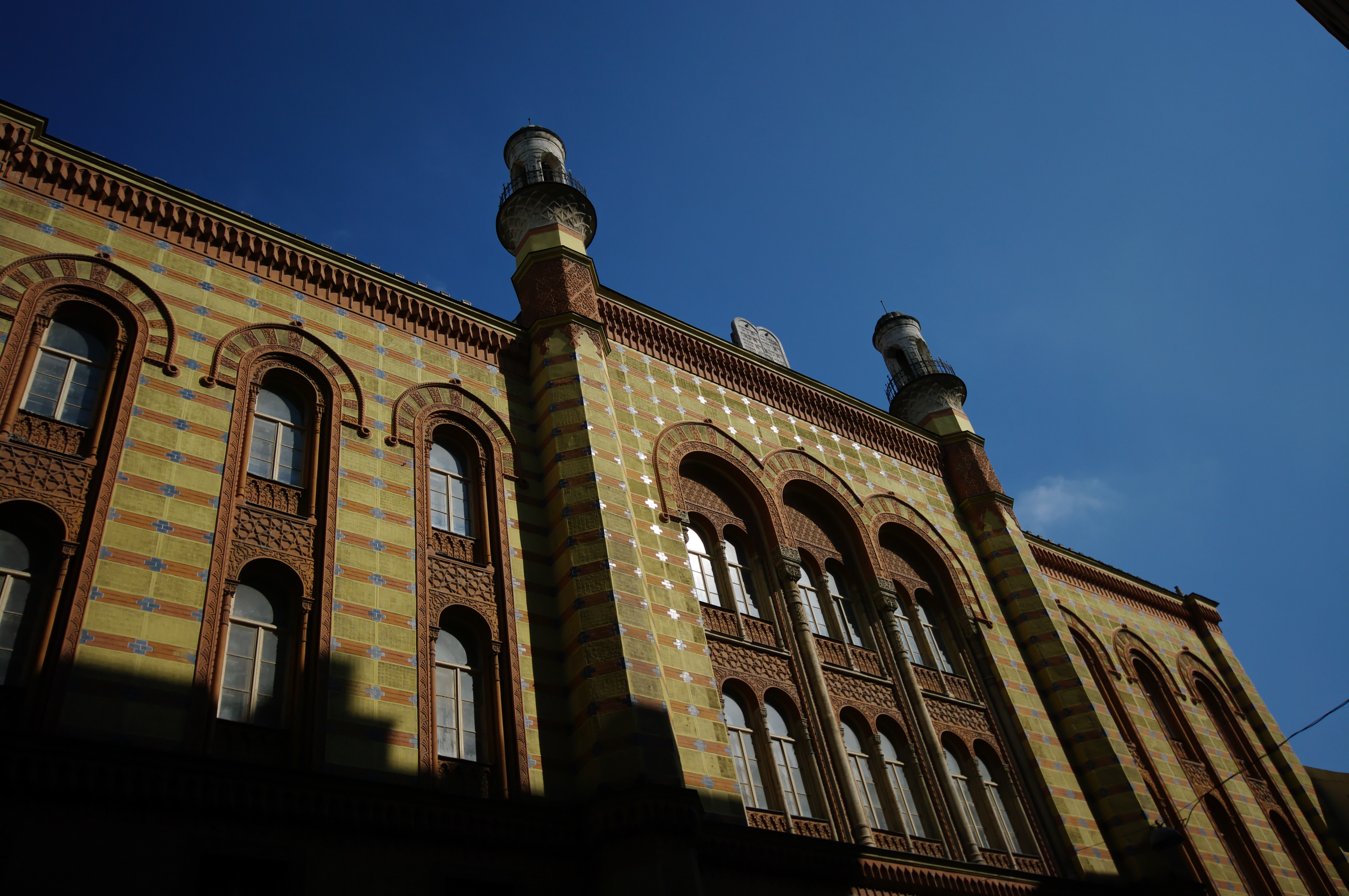